# شهرستان شانگیوو
شهرستان شانگیوو (به لاتین: Shangyou County) یک شهرستان‌های جمهوری خلق چین در چین است که در گانژوو واقع شده‌است.